# Mika Häkkinen
Mika Pauli „Häkä” Häkkinen (ur. 28 września 1968 w Vantaa) – fiński kierowca wyścigowy, w latach 1991–2001 rywalizujący w mistrzostwach świata Formuły 1. Jest dwukrotnym mistrzem świata Formuły 1 w sezonach 1998 i 1999 i wicemistrzem w sezonie 2000. Nazywany jest Latającym Finem. 

## Życiorys

### Przed Formułą 1
Häkkinen ścigał się w seriach kartów w wieku pięciu lat. Wygrywał w regionalnych i narodowych mistrzostwach zanim przeszedł do pełnowymiarowych maszyn. Po zdobyciu mistrzostwa Brytyjskiej Formuły 3, dołączył do zespołu Lotus, startującego w Formule 1.

### Kariera w Formule 1

#### Lotus (1991–1992)

##### 1991

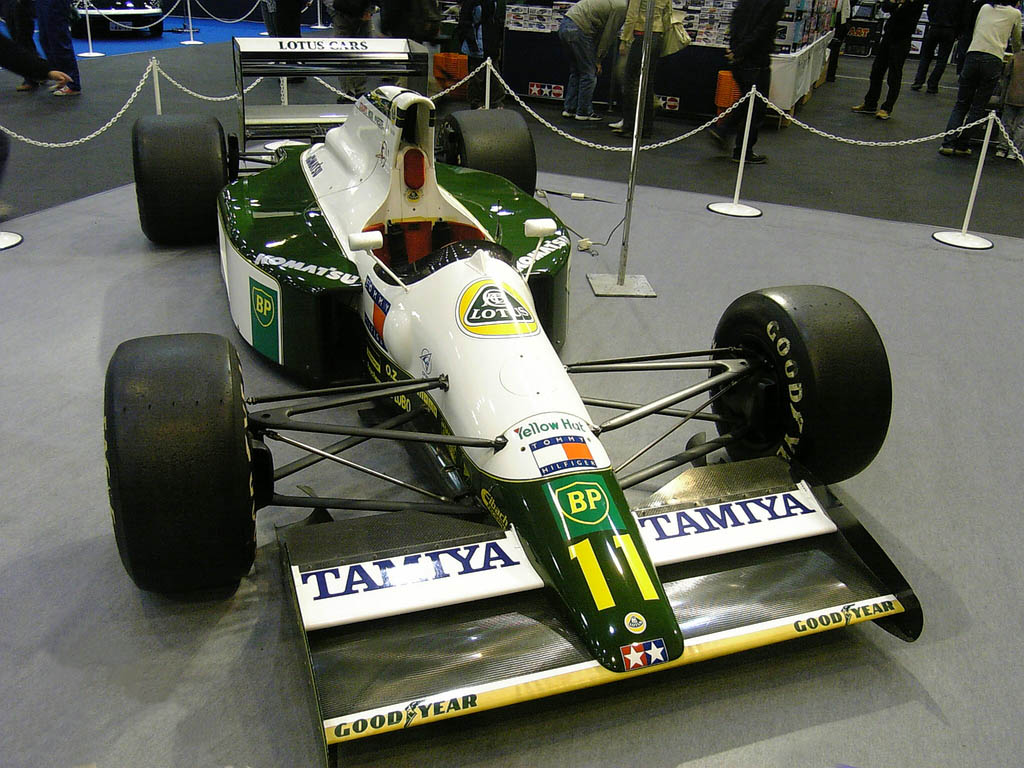
Lotus 102B, w którym Häkkinen debiutował w Formule 1

Swoją karierę w Formule 1 rozpoczął w sezonie 1991 w barwach zespołu Lotus. Jego debiut przypadł w pierwszym wyścigu sezonu Grand Prix Stanów Zjednoczonych, gdzie nie zdołał ukończyć wyścigu, gdyż na 59. okrążeniu w jego samochodzie zepsuł się silnik. Pierwsze punkty zdobywa podczas Grand Prix San Marino, gdzie zajął piąte miejsce, zdobywając dwa punkty do klasyfikacji. Były to jedyne punkty w tym sezonie. Ostatecznie w klasyfikacji mistrzostw zajął 16. miejsce.

##### 1992
W sezonie 1992 Fin punktował już sześciokrotnie. Najwyżej w tym sezonie był czwarty podczas wyścigów w Niemczech i Belgii. Z 11 punktami sezon kończy na 8. miejscu.

#### McLaren (1993–2001)

##### 1993
Do zespołu McLaren przeszedł na sezon 1993. Pierwotnie był kierowcą testowym, jednak po Grand Prix Włoch zastąpił słabo spisującego się Michaela Andrettiego. W sezonie 1993 wystąpił w trzech ostatnich eliminacjach. Podczas swojego pierwszego wyścigu kwalifikując się przed Ayrtonem Senną na trzeciej pozycji, wyścigu jednak nie ukończył, jednak w kolejnej eliminacji Grand Prix Japonii zdobył pierwsze podium zajmując trzecie miejsce, nie ukończył również ostatniego wyścigu sezonu Grand Prix Australii. Z czterema punktami za trzecie miejsce w Japonii sezon kończy na 15. miejscu.

##### 1994

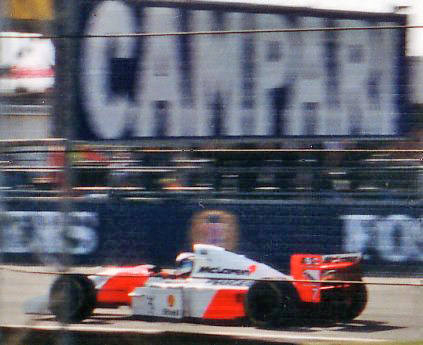
Häkkinen podczas Grand Prix Wielkiej Brytanii 1994

Po odejściu do zespołu Williams trzykrotnego mistrza świata Ayrtona Senny partnerem zespołowymi Häkkinena został Martin Brundle. W tymże sezonie McLaren używał silników francuskiego producenta Peugeot. W tymże sezonie Fin zaczął regularnie stawać na podium wyścigów. Raz był drugi i pięciokrotnie trzeci. Ostatecznie sezon kończy dobrym czwartym miejscem.

##### 1995

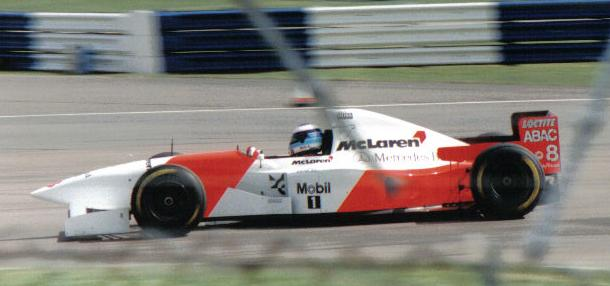
Häkkinen podczas Grand Prix Wielkiej Brytanii 1995

W sezonie 1995 McLaren zmienił dostawce silników. Został nim Mercedes. W tymże sezonie drugim kierowcą McLarena został Mark Blundell. W tymże sezonie Mika tylko dwa razy staje na podium (drugie miejsca we Włoszech i Japonii) i nie zdołał ukończyć aż 9 wyścigów. Podczas testów przed Grand Prix Australii w 1995 roku uległ poważnemu wypadkowi i omal nie stracił życia. W śpiączce został przewieziony do szpitala, na drugi dzień odzyskał przytomność i okazało się, że nie doszło do żadnych komplikacji. W wyniku wypadku nie wystartował w ostatnim wyścigu sezonu. W ostateczności Häkkinen sezon kończy na 7. miejscu.

##### 1996
Sezon 1996 przynosi kolejną zmianę w składzie kierowców McLarena gdyż nowym partnerem Fina z zespołu został David Coulthard, który był jego zespołowym partnerem do końca kariery Häkkinena w Formule 1. W tymże sezonie Häkkinen czterokrotnie zajmuje trzecie miejsca co zaowocowało piątym miejscem na koniec sezonu z dorobkiem 31 punktów.

##### 1997
W sezonie 1997 McLaren zmienił sponsora. Po zakończeniu współpracy z firmą Philip Morris (właściciela marki Marlboro) zespół zaczęła sponsorować firma Imperial Tobacco promując markę West, jednocześnie zmieniono malowanie bolidów na srebrne barwy Mercedesa. W tymże sezonie Fin odnosi pierwsze duże sukcesy. W tym roku ustanawia swoje pierwsze najszybsze okrążenie podczas Grand Prix Włoch, zdobywa pierwsze pole position w Grand Prix Luksemburga i na koniec sezonu odniósł pierwsze zwycięstwo, wtedy wygrał Grand Prix Europy. Oprócz tego dwukrotnie zajął trzecie miejsce w Australii i Niemczech i nie ukończył jednocześnie siedmiu wyścigów. Sezon kończy na 6. miejscu z dorobkiem 27 punktów.

##### 1998

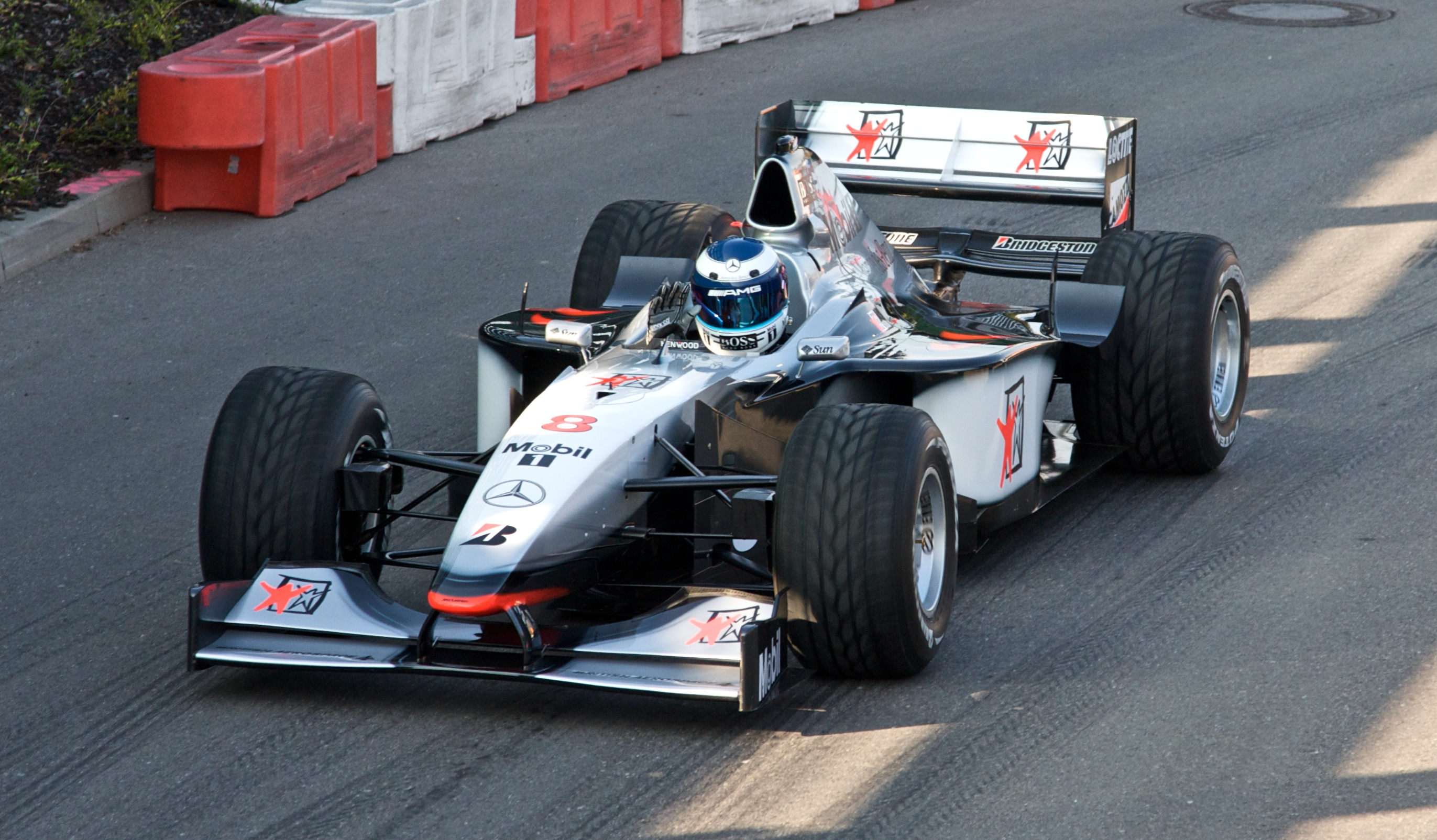
Häkkinen w mistrzowskim samochodzie McLaren MP4/13 z 1998 roku. Zdjęcie wykonano podczas imprezy Mercedes-Benz Stars and Cars Event w listopadzie 2008

Sezon 1998 był dla Häkkinena jak i dla jego zespołu przełomowy. Do zespołu trafił znany projektant Formuły 1 Adrian Newey, który przyczynił się do sukcesów Williamsa. Zaprojektował on bolid MP4/13, który okazał się najszybszym samochodem w stawce. Häkkinen zaczął sezon od dwóch zwycięstw w Australii i Brazylii. Kolejny wyścig sezonu wygrywa kierowca Ferrari Michael Schumacher i to z nim Fin rywalizował o tytuł mistrzowski w sezonie. Potem wygrywa wyścigi w Hiszpanii i Monako. Później trzy kolejne wyścigi wygrywa Schumacher, zaś później Häkkinen wygrywa dwa kolejne wyścigi w Austrii i Niemczech. Po Grand Prix Włoch wygranym przez Michaela Schumachera dwaj najwięksi pretendenci do tytułu mieli tę samą liczbę punktów. Jednak Mika wygrał dwa ostatnie wyścigi, dzięki czemu został mistrzem świata Formuły 1 z dorobkiem 100 punktów. Oprócz ośmiu zwycięstw, dziewięć razy zdobył pole position, sześć razy ustanawiał najszybsze okrążenie. Jedenaście razy stanął na podium i nie ukończył zaledwie trzech wyścigów, a dzięki dobrej jeździe Davida Coultharda, który był trzeci w końcowej klasyfikacji McLaren wywalczył mistrzostwo świata konstruktorów.
W 1998 roku Häkkinen został najlepszym sportowcem roku w Finlandii.

##### 1999

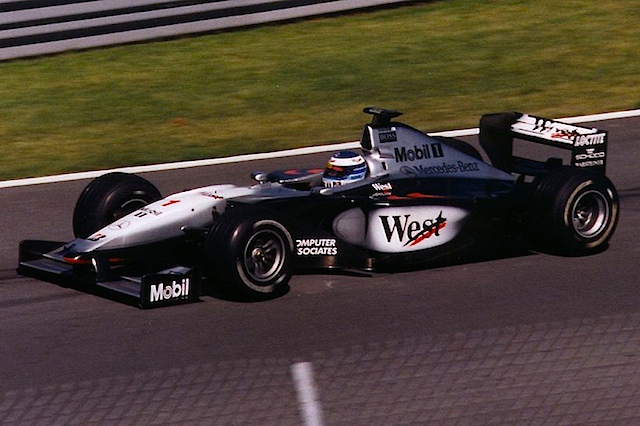
Häkkinen podczas Grand Prix Kanady 1999

Sezon 1999 był trudniejszy w wykonaniu Fina. Już w pierwszym wyścig sezonu Grand Prix Australii w jego McLarenie zawiodła przepustnica przez co nie ukończył wyścigu. Później odnosi zwycięstwo w kolejnym wyścigu w Brazylii, jednak kolejny wyścig w San Marino zakończył się dla niego na 17. okrążeniu z powodu poślizgu. Później czterokrotnie staje na podium odnosząc dwa zwycięstwa w Hiszpanii i Kanadzie. Nie ukończył Grand Prix Wielkiej Brytanii, gdyż wypadło koło w jego samochodzie. W tym wyścigu w wyniku wypadku kontuzji doznał jego największy rywal w walce o tytuł Michael Schumacher przez co nie wystąpił w sześciu kolejnych wyścigach i przekreślił tym samym szansę na tytuł, w związku z tym w walce o mistrzowski tytuł przyszło się mierzyć z innym kierowcą Ferrari Eddiem Irvine’em, który jeździł dobrze i konsekwentnie, zaś w tym czasie Mika wygrywa Grand Prix Węgier. Po zwycięstwie Brytyjczyka w Grand Prix Malezji dzięki pomocy powracającego po rekonwalescencji Schumachera Häkkinen stracił prowadzenie na rzecz Irvine’a. Jednak Fin odnosi zwycięstwo w ostatnim wyścigu w Japonii co przy trzecim miejscu Eddiego Irvine’a dało drugi tytuł mistrza świata kierowców z dorobkiem 76 punktów i z dwoma punktami przewagi nad Brytyjczykiem. Jednak McLaren stracił tytuł mistrzowski w klasyfikacji konstruktorów na rzecz Ferrari.

##### 2000

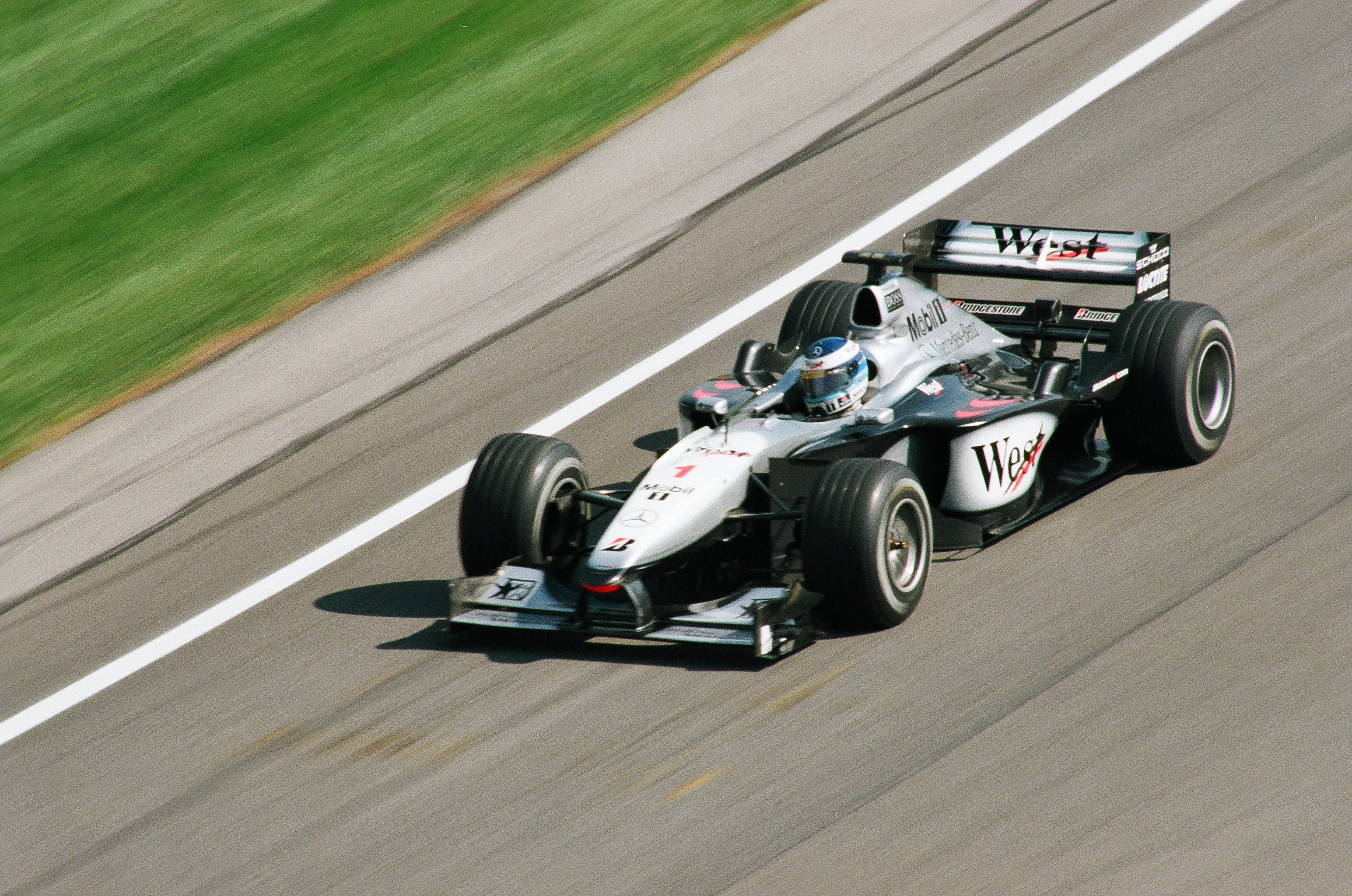
Häkkinen podczas Grand Prix Stanów Zjednoczonych 2000

Do sezonu 2000 Mika przystąpił z nadziejami na trzeci z rzędu tytuł mistrza świata. Jednak początek sezonu był pechowy, gdyż nie ukończył z powodu awarii samochodu dwóch pierwszych wyścigów, a początek sezonu zdominował Michael Schumacher wygrywając trzy z czterech pierwszych wyścigów sezonu i po Grand Prix Wielkiej Brytanii Häkkinen tracił do Niemca 22 punkty. Potem Fin wygrał Grand Prix Hiszpanii jednak Schumacher był w dalszym ciągu bezkonkurencyjny. Później jednak w połowie sezonu Michael nie ukończył trzech wyścigów co wykorzystał Häkkinen wygrywając trzy z pięciu wyścigów i po Grand Prix Węgier objął prowadzenie w mistrzostwach. Jednak później znów zaczął dominować Schumacher. Z powodu awarii silnika nie ukończył Grand Prix Stanów Zjednoczonych przez co stracił prowadzenie w mistrzostwach na rzecz Niemca. Ostatecznie Häkkinen utracił szanse na obronę tytułu w Grand Prix Japonii, gdzie zajął drugie miejsce za Schumacherem, dzięki czemu Niemiec zapewnił na jeden wyścig przed końcem sezonu mistrzowski tytuł. Ostatecznie sezon kończy z wicemistrzostwem z dorobkiem 89 punktów, ze stratą 19 punktów do Michaela Schumachera.
W przeprowadzonej w 2000 roku ankiecie czytelników niemieckiego magazynu sportowego Häkkinen, zdobywając 35% głosów, został wskazany jako najbardziej lubiany kierowca. W tej samej ankiecie Michael Schumacher uzyskał 25% głosów.

##### 2001

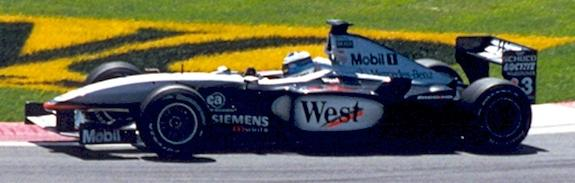
Häkkinen podczas Grand Prix Kanady 2001

Sezon 2001 okazał się ostatnim dla Häkkinena. W tym sezonie nie potrafił już nawiązać walki o tytuł mistrzowski i wygrał już tylko dwa wyścigi w sezonie w Wielkiej Brytanii i Stanach Zjednoczonych. Nie zdołał ukończyć siedmiu wyścigów i ukończył sezon na 5. pozycji z dorobkiem 37 punktów. 
Na trzy wyścigi przed końcem sezonu 2001 ogłosił, że zamierza zrobić roczną przerwę od startów, jednak w lipcu 2002 roku ogłosił, że definitywnie kończy karierę w Formule 1. Jego miejsce w zespole zajął inny Fin, Kimi Räikkönen.
W latach 1991–2001 wystąpił w 162 wyścigach Grand Prix Formuły 1, 51 razy stając na podium, w tym 20 na jego najwyższym stopniu. Ponadto 26 razy zdobył pole position i 25 razy ustanawiał najszybsze okrążenia. Zdobył w swojej karierze łącznie 420 punktów.

### Po odejściu z Formuły 1

#### DTM

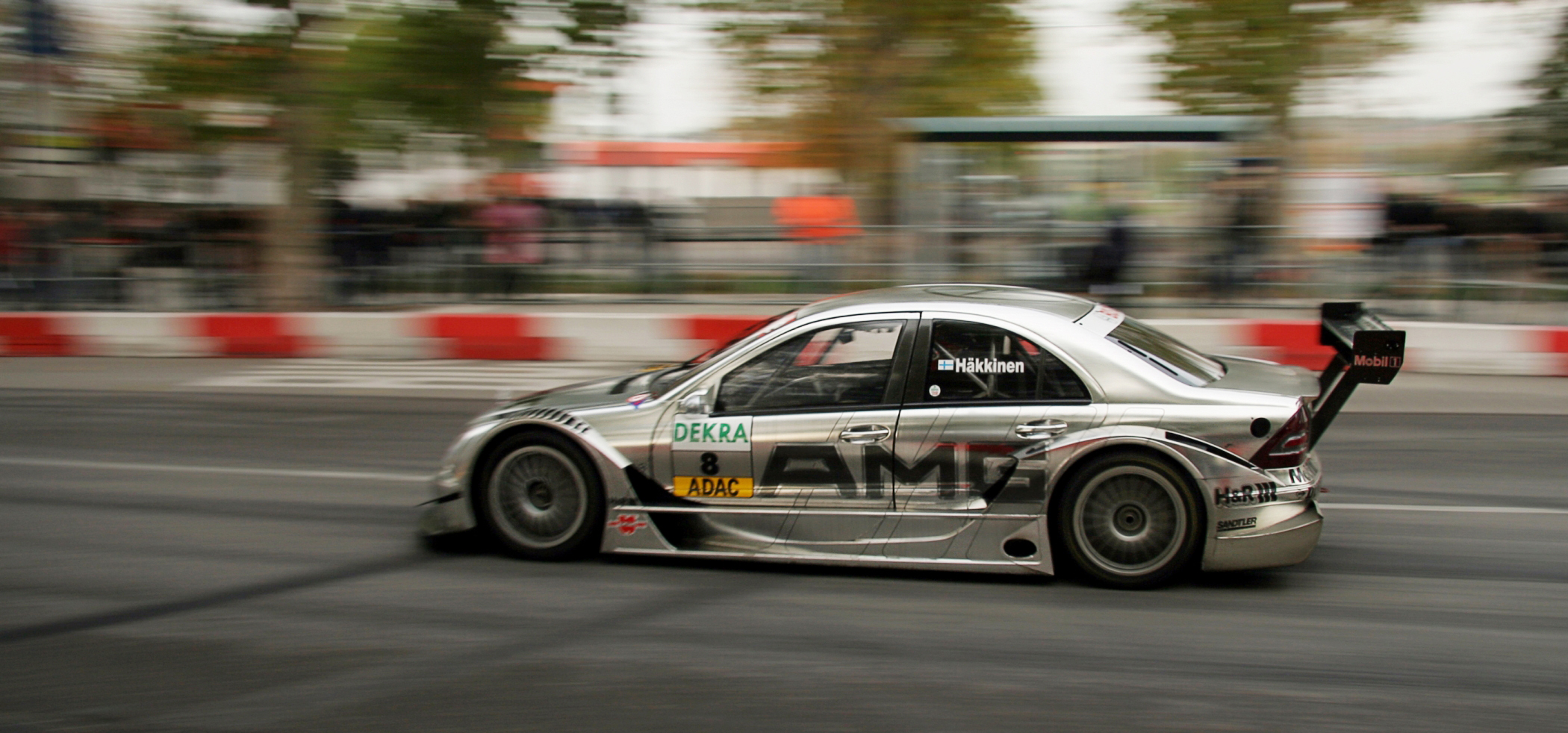
Häkkinen w samochodzie AMG-Mercedes w 2006 roku

Od roku 2005 startował w niemieckiej serii samochodów turystycznych (DTM), w samochodach marki Mercedes-Benz. W swoim debiutanckim wyścigu zajął 8 pozycję, a w trzecim wywalczył pole position i wygrał wyścig.
Starty w DTM zakończył z końcem sezonu 2007 i zakończył karierę kierowcy wyścigowego.

#### Możliwości powrotu do F1

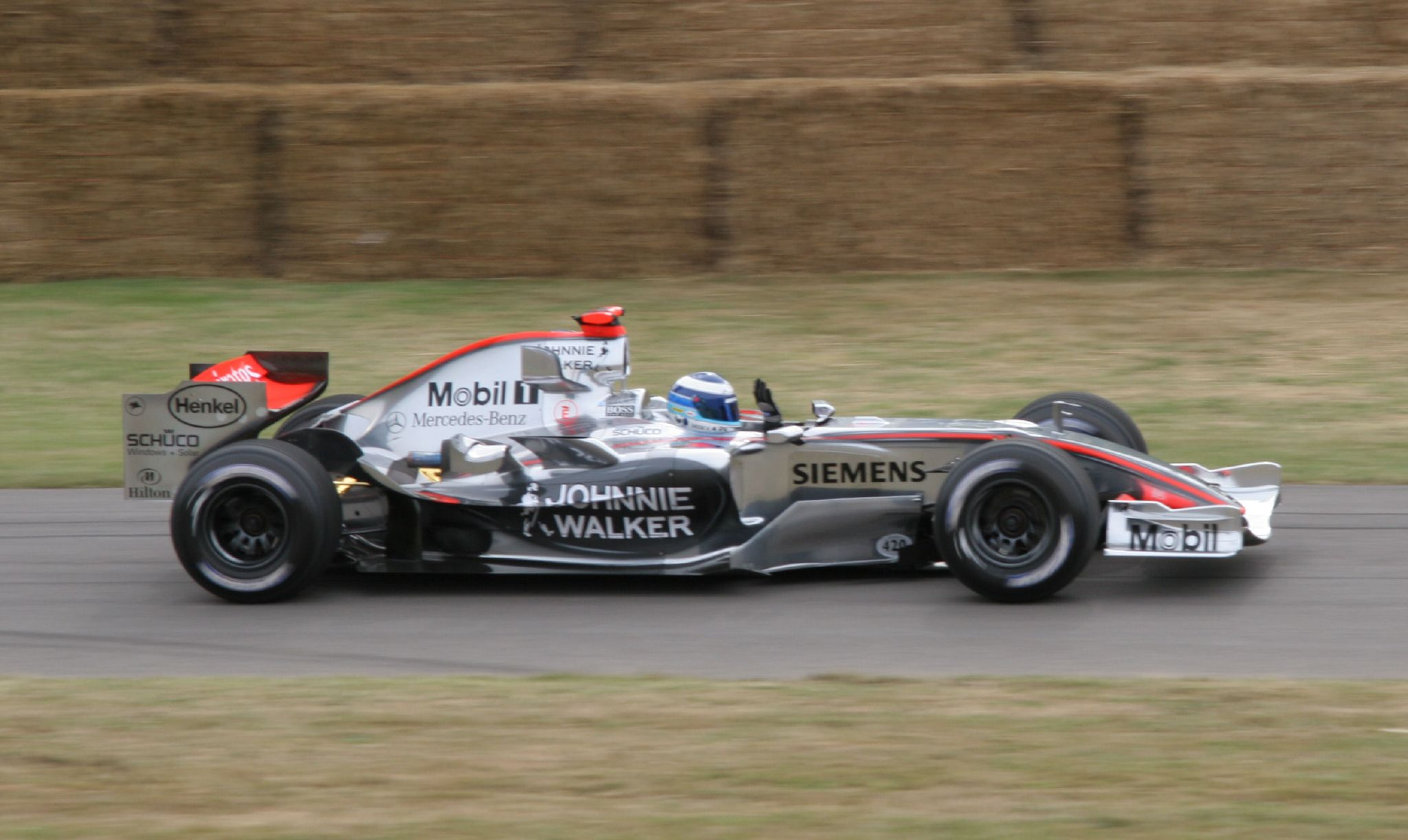
Häkkinen za kierownicą McLarena MP4-20 z sezonu 2005 podczas Goodwood Festival of Speed w 2006 roku

Po zakończeniu kariery w Formule 1 wielokrotnie pojawiały się doniesienia o powrocie Häkkinena. Fin łączony był z posadą w zespole Williams w sezonie 2004, w którym miałby zastąpić Montoyę przechodzącego do McLarena. Rok później wiązany był z posadą w zespole BMW Sauber.
Pod koniec sezonu 2006 wiązano go ponownie z McLarenem. Magazyn Autosport donosił o testach w symulatorze, które Häkkinen przeprowadzał w listopadzie. Spekulacje ukróciło ogłoszenie Lewisa Hamiltona kierowcą zespołu. Mika był jednak ciągle wiązany z inną rolą w zespole.
Ostatecznie Häkkinen powrócił za kierownicę samochodu Formuły 1 podczas testów na torze Circuit de Catalunya 30 listopada 2006 roku – poprowadził McLarena MP4-21. Przejechał 79 okrążeń, ale jego najlepszy czas był o 3 sekundy gorszy od czasów regularnych kierowców.

## Wyniki

### Formuła 1
| Legenda oznaczeń w tabelach wyników Wyświetl szablon na nowej stronie | Legenda oznaczeń w tabelach wyników Wyświetl szablon na nowej stronie                                                                     |
| Oznaczenie                                                            | Wyjaśnienie |
| --------------------------------------------------------------------- | --- |
| Złoty                                                                 | Zwycięzca lub mistrzostwo |
| Srebrny                                                               | 2. miejsce lub wicemistrzostwo |
| Brązowy                                                               | 3. miejsce lub II wicemistrzostwo |
| Zielony                                                               | Ukończył, punktował (w klasyfikacji generalnej, gdy zdobył co najmniej jeden punkt na przestrzeni sezonu, poza trzema powyższymi opcjami) |
| Niebieski                                                             | Ukończył, nie punktował (w klasyfikacji generalnej, gdy nie zdobył co najmniej jednego punktu na przestrzeni sezonu)                      |
| Czerwony                                                              | Nie zakwalifikował się (NZ) |
| Czerwony                                                              | Nie prekwalifikował się (NPK) |
| Różowy                                                                | Nie ukończył (NU) |
| Różowy                                                                | Niesklasyfikowany (NS) (w klasyfikacji generalnej, gdy nie został sklasyfikowany w żadnym wyścigu sezonu)                                 |
| Czarny                                                                | Zdyskwalifikowany (DK) |
| Czarny                                                                | Wykluczony (WYK/EX) |
| Biały                                                                 | Nie wystartował (NW) |
| Biały                                                                 | Kontuzjowany (K/INJ) |
| Biały                                                                 | Wyścig odwołany (OD/C) |
| Bez koloru                                                            | Został wycofany (WYC/WD) |
| Bez koloru                                                            | Nie przybył (NP/DNA) |
| Bez koloru                                                            | Nie brał udziału w treningach (NT/DNP) |
| Bez koloru                                                            | Nie został zgłoszony (–) |
| Pogrubienie                                                           | Start z pole position |
| Kursywa                                                               | Najszybsze okrążenie wyścigu |
| †                                                                     | Nie ukończył, ale jego rezultat został zaliczony ze względu na przejechanie więcej niż 90% dystansu wyścigu.                              |
| *                                                                     | Sezon w trakcie |
| 1/2/3                                                                 | Punktowana pozycja w sprincie kwalifikacyjnym                                                                                             |
| Lista systemów punktacji Formuły 1                                    | |

| Sezon | Zespół                    | Samochód                   | Pozycje startowe / w wyścigach | Pozycje startowe / w wyścigach | Pozycje startowe / w wyścigach | Pozycje startowe / w wyścigach | Pozycje startowe / w wyścigach | Pozycje startowe / w wyścigach | Pozycje startowe / w wyścigach | Pozycje startowe / w wyścigach | Pozycje startowe / w wyścigach | Pozycje startowe / w wyścigach | Pozycje startowe / w wyścigach | Pozycje startowe / w wyścigach | Pozycje startowe / w wyścigach | Pozycje startowe / w wyścigach | Pozycje startowe / w wyścigach | Pozycje startowe / w wyścigach | Pozycje startowe / w wyścigach | Pozycje startowe / w wyścigach | Pozycje startowe / w wyścigach | Pozycje startowe / w wyścigach | Pozycje startowe / w wyścigach |
| Sezon | Zespół                    | Silnik                     | 1                              | 2                              | 3                              | 4                              | 5                              | 6                              | 7                              | 8                              | 9                              | 10                             | 11                             | 12                             | 13                             | 14                             | 15                             | 16                             | 17                             | 18                             | 19                             | 20                             | 21                             |
| 1991  |                           |                            | Stany Zjednoczone              | Brazylia                       | San Marino                     | Monako                         | Kanada                         | Meksyk                         | Francja                        | Wielka Brytania                | Niemcy                         | Węgry                          | Belgia                         | Włochy                         | Portugalia                     | Hiszpania                      | Japonia                        | Australia                      |                                |                                |                                |                                |                                |
| ----- | ------------------------- | -------------------------- | ------------------------------ | ------------------------------ | ------------------------------ | ------------------------------ | ------------------------------ | ------------------------------ | ------------------------------ | ------------------------------ | ------------------------------ | ------------------------------ | ------------------------------ | ------------------------------ | ------------------------------ | ------------------------------ | ------------------------------ | ------------------------------ | ------------------------------ | ------------------------------ | ------------------------------ | ------------------------------ | ------------------------------ |
| 1991  | Team Lotus Judd           | Lotus 102B                 | 13                             | 22                             | 25                             | 26                             | 24                             | 24                             | NZ                             | 25                             | 23                             | 26                             | 24                             | 25                             | 26                             | 21                             | 21                             | 25                             |                                |                                |                                |                                |                                |
| 1991  | Team Lotus Judd           | Judd 3.6 V8                | NU                             | 9                              | 5                              | NU                             | NU                             | 9                              | -                              | 12                             | NU                             | 14                             | NU                             | 14                             | 14                             | NU                             | NU                             | 19                             |                                |                                |                                |                                |                                |
| 1992  |                           |                            | Związek Południowej Afryki     | Meksyk                         | Brazylia                       | Hiszpania                      | San Marino                     | Monako                         | Kanada                         | Francja                        | Wielka Brytania                | Niemcy                         | Węgry                          | Belgia                         | Włochy                         | Portugalia                     | Japonia                        | Australia                      |                                |                                |                                |                                |                                |
| 1992  | Team Lotus Ford           | Lotus 102D/107             | 21                             | 18                             | 24                             | 21                             | NZ                             | 14                             | 10                             | 11                             | 9                              | 13                             | 16                             | 8                              | 11                             | 7                              | 7                              | 10                             |                                |                                |                                |                                |                                |
| 1992  | Team Lotus Ford           | Ford HB 3.5 V8             | 9                              | 6                              | 10                             | NU                             | -                              | NU                             | NU                             | 4                              | 6                              | NU                             | 4                              | 6                              | NU                             | 5                              | NU                             | 7                              |                                |                                |                                |                                |                                |
| 1993  |                           |                            | Związek Południowej Afryki     | Brazylia                       | Unia Europejska                | San Marino                     | Hiszpania                      | Monako                         | Kanada                         | Francja                        | Wielka Brytania                | Niemcy                         | Węgry                          | Belgia                         | Włochy                         | Portugalia                     | Japonia                        | Australia                      |                                |                                |                                |                                |                                |
| 1993  | Marlboro McLaren Ford     | McLaren MP4-8              | -                              | -                              | -                              | -                              | -                              | -                              | -                              | -                              | -                              | -                              | -                              | -                              | -                              | 3                              | 3                              | 5                              |                                |                                |                                |                                |                                |
| 1993  | Marlboro McLaren Ford     | Ford HB 3.5 V8             | -                              | -                              | -                              | -                              | -                              | -                              | -                              | -                              | -                              | -                              | -                              | -                              | -                              | NU                             | 3                              | NU                             |                                |                                |                                |                                |                                |
| 1994  |                           |                            | Brazylia                       |                                | San Marino                     | Monako                         | Hiszpania                      | Kanada                         | Francja                        | Wielka Brytania                | Niemcy                         | Węgry                          | Belgia                         | Włochy                         | Portugalia                     | Unia Europejska                | Japonia                        | Australia                      |                                |                                |                                |                                |                                |
| 1994  | Marlboro McLaren Peugeot  | McLaren MP4-9              | 8                              | 4                              | 8                              | 2                              | 3                              | 7                              | 9                              | 5                              | 8                              | -                              | 8                              | 7                              | 4                              | 9                              | 8                              | 4                              |                                |                                |                                |                                |                                |
| 1994  | Marlboro McLaren Peugeot  | Peugeot A6 3.5 V10         | NU                             | NU                             | 3                              | NU                             | NU                             | NU                             | NU                             | 3                              | NU                             | -                              | 2                              | 3                              | 3                              | 3                              | 7                              | 12                             |                                |                                |                                |                                |                                |
| 1995  |                           |                            | Brazylia                       | Argentyna                      | San Marino                     | Hiszpania                      | Monako                         | Kanada                         | Francja                        | Wielka Brytania                | Niemcy                         | Węgry                          | Belgia                         | Włochy                         | Portugalia                     | Unia Europejska                |                                | Japonia                        | Australia                      |                                |                                |                                |                                |
| 1995  | Marlboro McLaren Mercedes | McLaren MP4-10/B/C         | 7                              | 5                              | 6                              | 9                              | 6                              | 7                              | 8                              | 8                              | 7                              | 5                              | 3                              | 7                              | 13                             | 9                              | -                              | 3                              | 24                             |                                |                                |                                |                                |
| 1995  | Marlboro McLaren Mercedes | Mercedes FO 110 3.0 V10    | 4                              | NU                             | 5                              | NU                             | NU                             | NU                             | 7                              | NU                             | NU                             | NU                             | NU                             | 2                              | NU                             | 8                              | -                              | 2                              | NW                             |                                |                                |                                |                                |
| 1996  |                           |                            | Australia                      | Brazylia                       | Argentyna                      | Unia Europejska                | San Marino                     | Monako                         | Hiszpania                      | Kanada                         | Francja                        | Wielka Brytania                | Niemcy                         | Węgry                          | Belgia                         | Włochy                         | Portugalia                     | Japonia                        |                                |                                |                                |                                |                                |
| 1996  | Marlboro McLaren Mercedes | McLaren MP4-11/11B         | 5                              | 7                              | 8                              | 9                              | 11                             | 8                              | 10                             | 6                              | 5                              | 4                              | 4                              | 7                              | 6                              | 4                              | 7                              | 5                              |                                |                                |                                |                                |                                |
| 1996  | Marlboro McLaren Mercedes | Mercedes FO 110 3.0 V10    | 5                              | 4                              | NU                             | 8                              | 8                              | 6                              | 5                              | 5                              | 5                              | 3                              | NU                             | 4                              | 3                              | 3                              | NU                             | 3                              |                                |                                |                                |                                |                                |
| 1997  |                           |                            | Australia                      | Brazylia                       | Argentyna                      | San Marino                     | Monako                         | Hiszpania                      | Kanada                         | Francja                        | Wielka Brytania                | Niemcy                         | Węgry                          | Belgia                         | Włochy                         | Austria                        | Luksemburg                     | Japonia                        | Unia Europejska                |                                |                                |                                |                                |
| 1997  | West McLaren Mercedes     | McLaren MP4-12             | 6                              | 4                              | 17                             | 8                              | 8                              | 5                              | 9                              | 10                             | 3                              | 3                              | 4                              | 5                              | 5                              | 2                              | 1                              | 4                              | 5                              |                                |                                |                                |                                |
| 1997  | West McLaren Mercedes     | Mercedes FO 110E/F 3.0 V10 | 3                              | 4                              | 5                              | 6                              | NU                             | 7                              | NU                             | NU                             | NU                             | 3                              | NU                             | DK                             | 9                              | NU                             | NU                             | 4                              | 1                              |                                |                                |                                |                                |
| 1998  |                           |                            | Australia                      | Brazylia                       | Argentyna                      | San Marino                     | Hiszpania                      | Monako                         | Kanada                         | Francja                        | Wielka Brytania                | Austria                        | Niemcy                         | Węgry                          | Belgia                         | Włochy                         | Luksemburg                     | Japonia                        |                                |                                |                                |                                |                                |
| 1998  | West McLaren Mercedes     | McLaren MP4-13             | 1                              | 1                              | 3                              | 2                              | 1                              | 1                              | 2                              | 1                              | 1                              | 3                              | 1                              | 1                              | 1                              | 3                              | 3                              | 2                              |                                |                                |                                |                                |                                |
| 1998  | West McLaren Mercedes     | Mercedes FO 110G           | 1                              | 1                              | 2                              | NU                             | 1                              | 1                              | NU                             | 3                              | 2                              | 1                              | 1                              | 6                              | NU                             | 4                              | 1                              | 1                              |                                |                                |                                |                                |                                |
| 1999  |                           |                            | Australia                      | Brazylia                       | San Marino                     | Monako                         | Hiszpania                      | Kanada                         | Francja                        | Wielka Brytania                | Austria                        | Niemcy                         | Węgry                          | Belgia                         | Włochy                         | Unia Europejska                | Stany Zjednoczone              | Japonia                        |                                |                                |                                |                                |                                |
| 1999  | West McLaren Mercedes     | McLaren MP4-14             | 1                              | 1                              | 1                              | 1                              | 1                              | 2                              | 14                             | 1                              | 1                              | 1                              | 1                              | 1                              | 1                              | 3                              | 4                              | 2                              |                                |                                |                                |                                |                                |
| 1999  | West McLaren Mercedes     | Mercedes FO110H 3.0 V10    | NU                             | 1                              | NU                             | 3                              | 1                              | 1                              | 2                              | NU                             | 3                              | NU                             | 1                              | 2                              | NU                             | 5                              | 3                              | 1                              |                                |                                |                                |                                |                                |
| 2000  |                           |                            | Australia                      | Brazylia                       | San Marino                     | Wielka Brytania                | Hiszpania                      | Unia Europejska                | Monako                         | Kanada                         | Francja                        | Austria                        | Niemcy                         | Węgry                          | Belgia                         | Włochy                         | Stany Zjednoczone              | Japonia                        | Malezja                        |                                |                                |                                |                                |
| 2000  | West McLaren Mercedes     | McLaren MP4-15             | 1                              | 1                              | 1                              | 3                              | 2                              | 3                              | 5                              | 4                              | 4                              | 1                              | 4                              | 3                              | 1                              | 3                              | 3                              | 2                              | 2                              |                                |                                |                                |                                |
| 2000  | West McLaren Mercedes     | Mercedes FO110J 3.0 V10    | NU                             | NU                             | 2                              | 2                              | 1                              | 2                              | 6                              | 4                              | 2                              | 1                              | 2                              | 1                              | 1                              | 2                              | NU                             | 2                              | 4                              |                                |                                |                                |                                |
| 2001  |                           |                            | Australia                      | Malezja                        | Brazylia                       | San Marino                     | Hiszpania                      | Austria                        | Monako                         | Kanada                         | Unia Europejska                | Francja                        | Wielka Brytania                | Niemcy                         | Węgry                          | Belgia                         | Włochy                         | Stany Zjednoczone              | Japonia                        |                                |                                |                                |                                |
| 2001  | West McLaren Mercedes     | McLaren MP4-16             | 3                              | 4                              | 3                              | 2                              | 2                              | 8                              | 3                              | 8                              | 6                              | 4                              | 2                              | 3                              | 6                              | 7                              | 7                              | 4                              | 5                              |                                |                                |                                |                                |
| 2001  | West McLaren Mercedes     | Mercedes FO110K 3.0 V10    | NU                             | 6                              | NU                             | 4                              | 9                              | NU                             | NU                             | 3                              | 6                              | NU                             | 1                              | NU                             | 5                              | 4                              | NU                             | 1                              | 4                              |                                |                                |                                |                                |

### DTM
- 2007: 8. pozycja, 22 punkty, dwie wygrane, AMG-Mercedes C-Klasse
- 2006: 6. pozycja, 25 punktów, AMG-Mercedes C-Klasse
- 2005: 5. pozycja, 30 punktów, wygrana na torze Spa-Francorchamps, AMG-Mercedes C-Klasse

## Życie prywatne
Mika Häkkinen jest synem Harriego, prezentera radiowego i dorywczo kierowcy taksówki oraz Aili Häkkinen, która pracowała jako sekretarka. Ma siostrę Ninę, która prowadziła internetową stronę fanów brata, aż do jej zamknięcia w 1998 roku. Häkkinen był żonaty z Erją Honkanen. Razem mają dwójkę dzieci: syna Hugo Ronana (ur. 11 grudnia 2000) i córkę Ainę Julię (ur. 12 maja 2005). Od 1991 roku mieszka w Monte Carlo, ma również domy we Francji i Finlandii. Na początku 2008 roku media podały, że Mika i Erja złożyli dokumenty o rozwód. 30 listopada 2010 roku urodziło się trzecie dziecko kierowcy, córka Ella, której matką jest dziewczyna kierowcy, Markéta Kromatová.